# 아브라삭스

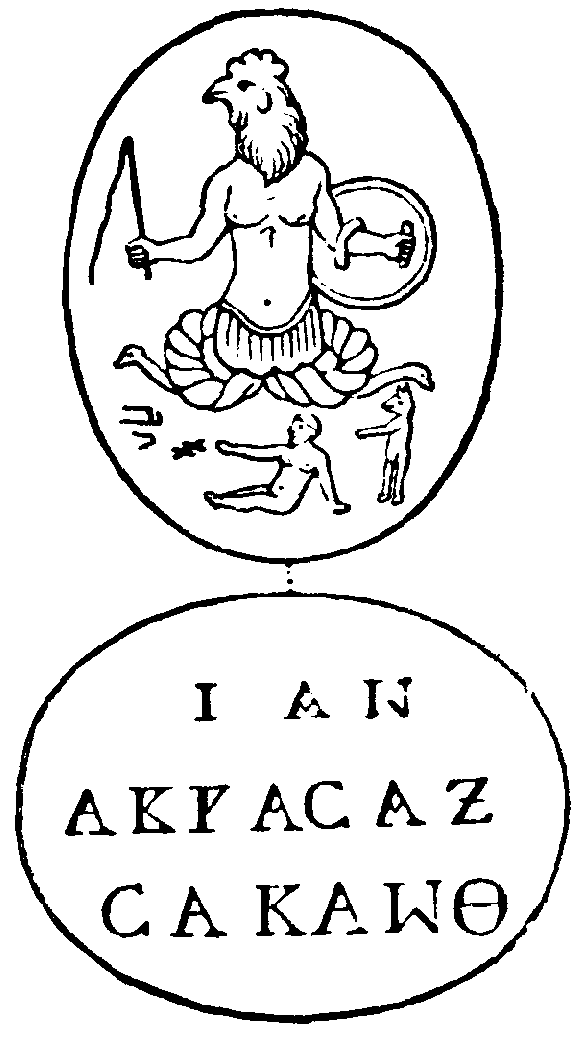
한 아브락사스 보석에 새겨진 조각

아브라삭스(ΑΒΡΑΣΑΞ · Abrasax)는 기원후 2세기의 나스티시즘 교부였던 바실리데스의 철학 체계에서 사용된 낱말로 신비적인 의미를 띄는 낱말이다. 아브라삭스는 때로는 아브락사스(ΑΒΡΑΞΑΣ · Abraxas)라고도 한다. 이들 중 전자의 낱말이 후자보다 훨씬 더 자주 사용되었다. 바실리데스의 나스티시즘 철학 체계에서, 아브라삭스는 365 영역들의 수장인 대아르콘(Great Archon)이다.
아브라삭스(ΑΒΡΑΣΑΞ)는 일곱 그리스어 문자로 이루어져 있는데, 이 일곱 문자들은 나스틱파의 우주론에서 서양의 고대의 일곱 행성인 태양 · 달 · 수성 · 금성 · 화성 · 목성 · 토성을 의미한다. 아브라삭스라는 낱말은 《불가시의 위대한 스피릿의 신성한 책》과 같은 나스티시즘 문헌에서 발견된다. 또한 《그리스 마법 파피루스》에서도 나타난다.
아브라삭스라는 낱말이 고대의 보석들에 새겨져 있는 경우가 있는데, 이 보석들을 아브라삭스 보석(Abrasax stones)이라 한다. 아브라삭스 보석은 호신부나 액막이 부적으로 사용되었다. 아브라삭스 보석들에 새겨진 초기 문자들이 아브라삭스(ΑΒΡΑΣΑΞ)였기 때문에, 아브락사스(ΑΒΡΑΞΑΣ)라는 낱말은 후대에 그리스어 낱말을 라틴어로 음역할 때 그리스어 문자 시그마(Σ)와 크시(Ξ) 사이에 혼동이 생겨 나타나게 되었다는 것이 오늘날의 일반적인 견해이다. 아브라삭스라는 낱말은 마법사의 주문인 아브라카다브라와 관련이 있다고 하는 견해가 있다. 하지만 이와는 다른 견해도 있다.
바실리데스의 교의, 고대 나스티시즘 문헌들, 그리스 · 로마의 마법 전통들, 현대의 마법 및 밀교 저작들에서 보이는 아브라삭스에 대한 견해는 어떤 점에서는 서로 간에 유사하기도 하고 어떤 점에서는 전혀 다르기도 하다. 아브라삭스에 대한 견해는 여러 가지이다. 최근 수 세기 동안에 아브라삭스는 이집트 신화의 신들 중의 하나이며 또한 악마들 중의 하나라고 주장되었다. 스위스의 심리학자인 칼 융은 《죽은 자들에게 주어진 7 강의들》이라는 짧은 나스티시즘적인 글을 썼다. 여기에서 칼 융은 모든 대립물이 한 존재 안에 결합된 신이 아브라삭스이며, 아브라삭스는 기독교의 신과 사탄의 개념보다 더 고차적인 개념의 신이라고 하였다.

## 원천 자료
바실리데스의 교의에 대한 원천 자료는 초기 기독교의 교부들이 저술한 자료들이다. 그런데 이들이 바실리데스의 교의에 대한 1차적이고 직접적인 지식을 가진 경우가 거의 없기 때문에 바실리데스의 나스티시즘 체계에서 아브라삭스의 실제 역할과 기능이 어떤 것이었는지는 명확하지가 않다.
비록 부족하기는 하나 이 원천 자료들에 의거하여 아브라삭스의 역할과 기능을 살펴보면 대체로 다음의 세 가지의 서로 다른 견해가 있음을 볼 수 있다.
- 대아르콘으로서의 아브라삭스: 아르콘은 지배자 또는 통치자를 의미하는데, 이 견해에 따르면 아브라삭스는 최고신(God)이 만든 영적 세상, 즉, 365 하늘들의 최고 지배자인데 365 하늘들 중에서 마지막 365번째 하늘이 물질 세상이다. 하지만 아브라삭스가 최고신인 것은 아니며, 최고신의 최고 대리 통치자라고 할 수 있다. 이런 면에서 아브라삭스는 하위신(god)이다.
- 최고신으로서의 아브라삭스: 이 견해에 따르면 아브라삭스는 최고신의 다른 이름이다.
- 아이온으로서의 아브라삭스: 이 견해에 따르면 아브라삭스는 빛의 세계인 플레로마의 최외각부로 물질 세상과 접하고 있는 엘레레트(Eleleth)라는 빛의 영역에 거주하는 한 아이온(Aeon)이다. 즉, 최고신의 여러 발출물들 중의 하나이다.

### 대아르콘으로서의 아브라삭스
이레나이우스(2세기)가 기술하고 있는 나스티시즘 체계에서 아브라삭스는 다음과 같이 대아르콘인 것으로 설명되고 있다: 불생의 아버지(Unbegotten Father)가 누스(마음)가 나오는 근원자이다. 누스로부터 로고스(말씀)가 나오고, 로고스로부터 프로네시스(지성)가 나오고, 프로네시스로부터 소피아(지혜)와 듀나미스(힘 · 권능)가 나오고, 소피아와 듀나미스로부터 프린스팰러티(권천사)들과 파워(능천사)들과 천사들등이 나온다. 이들 중 가장 마지막 존재들이 첫 번째 하늘을 창조한다. 그런 후 다시 이들은 두 번째의 일련의 존재들을 낳고 이 두 번째의 존재들은 두 번째 하늘을 창조한다. 이런 과정이 비슷한 방식으로 계속되어 마침내 365 하늘들이 현재 존재한다. 마지막 365번째 하늘, 즉 인간의 육안에 보이는 하늘의 천사들이 인간이 살고 있는 물질 세상을 창조한 조물주들이다. 그리고 이 모든 365 하늘들의 지배자가 아브라삭스이다. 이 때문에 아브라삭스는 365 숫자들을 그 자신 안에 포함하고 있다.
아브라삭스라는 이름은 로마의 히폴리토스(170?~236?)의 저서 《모든 이단적 교설의 논파》(vii. 26)에도 나온다. 이 저서에 나오는 바실리데스(2세기) 관련 내용은 바실리데스가 저술하였지만 현존하지는 않는 문헌인 《해석(Exegetica)》의 내용을 따르고 있는 것으로 여겨진다. 히폴리토스는 복음(Gospel · 말씀)이 여덟 아르콘들인 오그도아드(Ogdoad)와 일곱 아르콘들인 헵도마드(Hebdomad)로 현현한다는 내용을 기술한 다음에, 덧불이는 말로 바실리데스주의자들이 상위 세상의 여러 층 또는 사이 공간들에 존재하는 수많은 창조물들과 파워들에 대해 긴 설명을 하고 있다는 진술을 하고 있다. 그러면서 히폴리토스는 다음과 같은 취지의 말을 하고 있다: 이러한 내용을 다루는 중에 바실리데스주의자들은 365 하늘들에 대해 말하고 아브라삭스가 바로 이 365 하늘들의 최고 지배자로서의 대아르콘이라고 말한다. 바실리데스주의자들이 이렇게 주장하는 근거는 아브라삭스라는 이름에는 숫자 365, 즉 1년의 날들의 총 수가 들어있기 때문이다. 즉, 그리스어 낱말 아브라삭스(ΑΒΡΑΣΑΞ)의 모든 문자들의 숫자값을 더하면 365가 되기 때문이다.
ΑΒΡΑΣΑΞ(아브라삭스)
= Α (알파) + Β (베타) + Ρ (로) + Α (알파) + Σ (시그마) + Α (알파) + Ξ (크시)
= 1 + 2 + 100 + 1 + 200 + 1 + 60
= 365

### 최고신으로서의 아브라삭스
에피파니우스(310/320?~403)의《파나리온》(69, 73 f.)을 보면, 그는 한편으로는 이레나이우스(2세기)의 견해를 따르면서 다른 한편으로는 히폴리토스(170?~236?)의 상실된 저작인 《콤펜디움(Compendium)》에 나오는 견해를 따르고 있는 것으로 보인다. 에피파니우스는 아브라삭스에 대해 더 명확히 그 의미를 기술하였는데, 그는 아브라삭스를 모든 것 위에 존재하는 파워로서 제1 원리(First Principle)라고 하였으며 또한 만물의 원인이 되는 제1 원형이라고 말하였다. 또한 숫자 365는 1년에 들어 있는 날의 총 수일 뿐만 아니라 인체를 구성하는 부분들 총 개수이기도 하다고 바실리데스파가 주장한다는 것을 언급하였다.
테르툴리아누스(160?~220?)의 《이교적 교설에 대한 처방》(c. 4)의 부록의 저자도 유사한 방식으로 히폴리토스(170?~236?)의 《콤펜디움》에 나오는 견해를 따르고 있는데, 이 저자는 또한 다음과 같은 취지의 좀 더 상세한 나스틱파의 주장을 언급하고 있다: 아브라삭스는 누스(마음)를 낳았다. 그리고 365 하늘들 뿐만 아니라 물질 세상도 아브라삭스에게 경의와 찬미를 바치기 위해 창조되었다. 그리고 크라이스트를 내려 보내는 존재는 물질 세상의 창조자(즉, 데미우르고스)가 아니라 아브라삭스이다.
히에로니무스(347?~420)는 아브라삭스에 대해 《저명한 인물들에 대하여》(21)에서는 가장 위대한 신, 《루시퍼주의자에 반대하는 대화》(23)에서는 가장 높은 신, 《아모스서 주해》(iii. 9)에서는 전지전능한 신, 《나훔서 주해》(i. 11)에서는 창조주라고 말하고 있는데, 위의 내용과 같은 내용이다.
테오도레트(Theodoret: 393?~457)의 《이교 교설 집론》(i. 4), 아우구스티누스(354~430)의 《이단에 대하여》, 프라에데스타나투스의 저작 《프라에데스타나투스》(i. 3)에 들어 있는 나스틱파에 대한 소개와 비판 자료들에 담긴 내용도 위의 것들과 차별되는 내용이 없다.
위에 언급한 내용들, 즉 교부들의 의견에 따른다면 아브라삭스는 최고신(God)이다. 이것은 테르툴리아누스의 《이교적 교설에 대한 처방》(c. 4)의 부록의 저자가 "아브라삭스는 누스(마음)를 낳았다"라고 한 것에서 잘 드러난다. 누스는 이레나이우스와 히폴리토스가 열거하고 있는 누스 · 로고스 · 프로네시스 · 소피아 · 듀나미스의 다섯 원초 발출물들 또는 아이온들 중에서 제일 첫 번째이기 때문이다.

### 아이온으로서의 아브라삭스
나그함마디 문서와 같은 나스티시즘의 1차 자료들이 있음에도 불구하고 아브라삭스가 어떤 존재인가에 대해서는 여전히 명확하지가 않다. 예를 들어, 《불가시의 위대한 스피릿의 신성한 책》에서는 아브라삭스를 엘레레트(Eleleth)라는 루미너리(Luminary: 발광체, 영적인 빛의 구체)의 빛 속에 거주하고 있는 하나의 아이온이라고 말하고 있다. 그리고 엘레레트에는, 소피아를 포함하여, 플레로마 즉 빛의 세계의 다른 몇몇 아이온들도 함께 거주하고 있는 것으로 말하고 있다.
여러 나스티시즘 문헌들에서 엘레레트는 발출되어 나온 여러 루미너리들(Luminaries: 영적인 빛들, 영적인 빛의 구체들, 빛의 영역들) 중에서 가장 마지막의 것이다. 그리고 아이온들 중 소피아도 이 가장 마지막 루미너리인 엘레레트와 연관되어 있다. 소피아는 어둠을 만나 일련의 사건에 휘말리는데, 그 결과 데미우르고스가 물질 세상을 지배하게 되고 데미우르고스가 인간의 영혼을 물질 세상에 속박시키는 일이 일어나게 된다. 이후 곧이어 데미우르고스의 지배로부터 영혼들을 구원하기 위해 크라이스트를 물질 세상으로 파견하는 등의 구원이 시작된다.
이와 같이, 마지막 루미너리인 엘레레트에 거주하고 있는 아브라삭스와 소피아와 다른 여러 아이온들이 담당하는 역할은 플레로마(빛의 세계)의 최외각 경계선에서 결핍의 세계(빛이 결핍된 세상, 즉 물질 세상)의 무지를 만나서 상호 작용하여서는 물질 세상 속에 있는 무지의 오류를 바로잡는 일이다.

## 아브라삭스 보석

아브라삭스와 크누피스: 아브라삭스가 새겨진 보석의 앞면과 뒷면

아브라삭스 보석(Abrasax-stones)이라는 이름이 붙여진 많은 보석들이 지금도 존재하는데 이 이름은 아주 오래전부터 사용된 이름이다. 아브라삭스 보석들에 새겨진 그림들은 신화적인 존재들인데 특히 인간과 동물의 공상적인 형상을 결합시킨 그로테스크한 존재들이다. 이 그림들에는 다양한 글자들이 또한 새겨져 있는데 ΑΒΡΑΣΑΞ(아브라삭스)라는 단어가 주로 나타난다. 이 단어는 단독으로 나타나기도 하도 다른 단어들과 함께 나타나기도 한다. 보석의 전체 면이 이 단어로 채워져 있는 경우도 있다.
이집트에서 기원한 마법서들 중에는 ἀβραξάς(아브락사스) 또는 ἀβρασάξ(아브라삭스)라는 단어가, 여러 아브라삭스 보석들에서 흔히 이 단어들과 함께 나타나곤 하는 다른 이름들과 함께 발견된다. 또한, 여러 신비적인 단어들 중에서도 ἀβραξάς(아브락사스) 또는 ἀβρασάξ(아브라삭스)라는 단어가 특히 그리스의 금속인 테세래(tesseræ)에 새겨진 상태로 발견된다.
아브라삭스 보석들에 새겨진 다른 문자들은 그 의미를 알아볼 수 없는 경우가 대다수이다. 그러나 이 보석들 중의 어떤 것들은 호신부임이 분명하며, 모든 아브라삭스 보석들이 호신부일 가능성도 있다.

### 앵귀피드

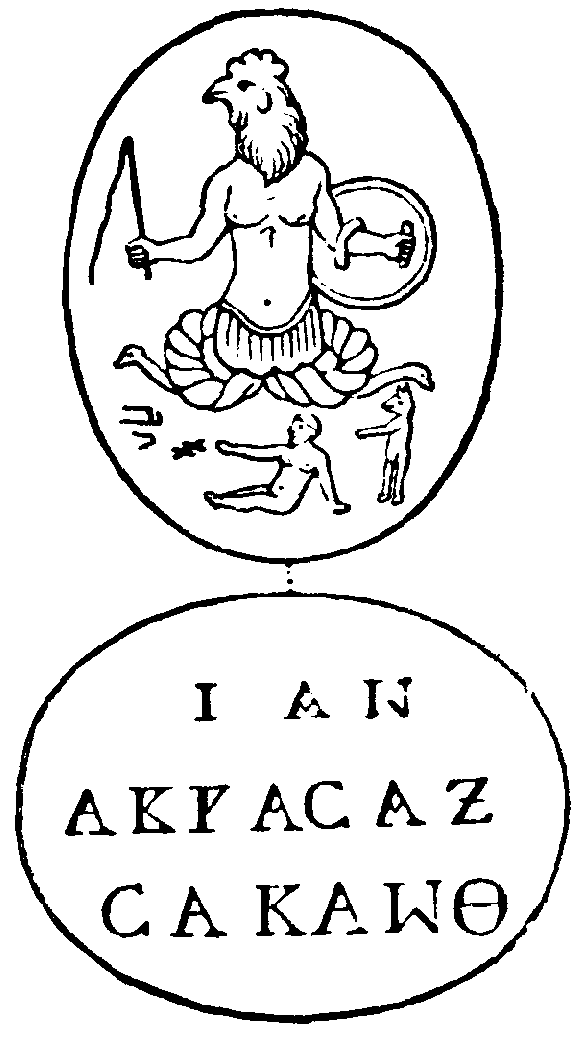
앵귀피드: 한 아브라삭스 보석에 새겨진 조각

많은 아브라삭스 보석에서 아브라삭스라는 이름은 앵귀피드(Anguipede)라고도 불리는 한 특이한 도상(圖像)과 관련되어 있다. 앵귀피드의 어원을 이루는 앵귄(anguine)의 뜻은 "뱀 같은" 또는 "뱀의"이다. 앵귀피드 도상은 그리스 신화의 키마이라와 비슷한 모습을 하고 있는데 다소간 바실리스크나 그리스 태초신들 중의 하나로 시간의 신인 크로노스와 닮았다. 왈리스 버지(Wallis Budge: 1857~1934)는 앵귀피드 도상(圖像)에 대해 다음과 같이 해석하였다:
아브라삭스가 판테우스, 즉 전체 신(All-God)으로서 호신부들에 나타날 때는 아브라삭스의 머리는 수탉—포이보스(태양신)—의 머리나 사자—라 또는 미트라—의 머리를 하고 있으며, 몸은 사람의 몸을 하고 있으며, 두 다리는 각각 한 마리 뱀으로 이루어져 있다. 이 뱀은 전갈처럼 구부린 모양을 하고 있는데 그리스 신화의 아가토다이몬(Agathodaemon)의 한 형태이다. 아브라삭스는 오른손에는 곤봉이나 도리깨를 쥐고 있으며 왼손에는 원형 또는 타원형의 방패를 들고 있다.— E. A. Wallis Budge (1930). 《Amulets and Superstitions》, 209–210쪽

위의 설명과 함께 왈리스 버지는 아브라삭스에 대해 다음과 같이 추측하였다: "아브라삭스는 카발라의 아담 카드몬(Adam Kadmon)의 한 형태이며 신이 자신의 모습을 본따 만든 원초 인간(Primal Man · 최초의 인간)의 한 형태이다."
앵귀피드 도상에서 적어도 그 일부는 태양을 상징하는 상징물임이 분명하다. 그리고 바실리데스파의 아브라삭스는 명백히 태양과 관련되어 있다. 요한 요아킴 벨러만(Johann Joachim Bellermann: 1754~1842)은 앵귀피드 도상에 대해 다음과 같이 해석하였다:
전체적으로 아브라삭스는 5대 발출물을 가진 지고의 존재를 나타낸다. 이 5대 발출물들 각각은 아브라삭스 도상(圖像)에 사용된 특정 상징물에 의해 상징적으로 표현되고 있다. 인간의 몸의 모습을 하고 있는 아브라삭스의 몸으로부터 좌우 두 발의 형태로 두 지지자들 즉 누스와 로고스가 나온다. 인간의 몸은 대체로 신을 상징하는데, 왜냐하면 신이 자신의 모습을 본떠 인간을 창조하였다고 성경에 기록되어 있기 때문이다. 누스와 로고스는 내적 감각과 활성화시키는 이해력을 상징한다. 이들 두 속성들은 전형적으로 뱀을 이용하여 상징된다. 예를 들어, 동일한 이유로 고대 그리스인들은 뱀을 팔라스(아테나)를 상징하는 둥물들 중의 하나로 여겼다. 아브라삭스의 머리, 즉 수탉의 머리는 프로네시스를 나타낸다. 수탉은 선견지명과 깨어있음을 상징한다. 아브라삭스의 두 팔에는 소피아와 듀나미스를 나타내는 두 개의 상징물들이 들려 있다. 이들은 각각 지혜의 방패와 권능(파워 · 힘)의 채찍이다.— Charles William King (1887). 《The Gnostics and Their Remains》, 246쪽

### 히브리어식 이름들
이 아브라삭스 보석들에는 다음과 같은 히브리어식 신의 이름들이 종종 나타난다: 이아오(Iao), 사바오트(Sabaoth), 아도나이(Adonai), 엘로아이(Eloai). ΙΑΩ (이아오)라는 이름이 앵귀피드 도상과 함께 나타나는 경우가 ΑΒΡΑΣΑΞ(아브라삭스)라는 이름이 앵귀피드 도상과 함께 나타나는 경우보다 훨씬 더 흔하다. 그리고 때로는 ΙΑΩ(이아오)에 ΣΑΒΑΩΘ(사바오트)라는 이름이 더해진 형태로 나타난다. 그리고 ΙΑΩ(이아오)와 ΑΒΡΑΣΑΞ(아브라삭스)가 함께 결합되어 나타나는 경우도 많다. 예를 들어, 앵귀피드 도상과 함께 다음과 같은 문구가 발견된다: IAΩ ABPAΣAΞ AΔΩN ΑΤΑ(이아오 아브라삭스 아돈 아타). 이 문구의 의미는 "이아오 아브라삭스여, 당신은 주님이십니다"이다. 또한 아브라삭스 방패에서는 사바오트 이아오(Sabaoth Iao), 이아오 아브라삭스(Iao Abrasax), 아도나이 아브라삭스(Adonai Abrasax) 등의 신의 이름들이 발견된다.

### 마법 파피루스
그리스 마법 파피루스들에는 아브라삭스 보석과 동일한 관념이 들어 있다. 다음과 같은 예만으로도 그러하다는 것을 충분히 알 수 있다: "이아오 사바오트(Iao Sabaoth), 아도나이(Adonai) . . . 아브라삭스(Abrasax)". 아브라함 · 이삭 · 야곱 등과 같은 이스라엘 민족의 주요 조상들은 때때로 신이라 불리기도 하는데, 이에 대해서는 많은 예를 들 수 있다. "이아코우비아, 이아오사바오트 아도나이 아브라삭스(Iakoubia, Iaosabaoth Adonai Abrasax)" 이름군에서 첫 번째 이름 이아코우비아(Iakoubia)는 야곱(Jacob)과 야(Ya)로 구성된 것처럼 보인다.
레이덴 파피루스(Leyden papyrus)에서는 다음 기도와 주문을 달에게 바칠 것을 권하고 있다:
[24] 호(Ho)! 삭스(Sax), 아문(Amun), 삭스(Sax), 아브라삭스(Abrasax)시여. 당신은 달입니다. (25) 별들 중에서 으뜸이신 달이시며, 별들을 만드신 존재이십니다. 내가 말한 것들에 귀를 기울여 주소서. 나의 입(에서 나온 말들)을 따라 주소서. 당신을 나에게 드러내어 주소서. 탄(Than), (26) 타나(Thana), 타나타(Thanatha) 또는 테이(Thei). 이것이 나의 바른 이름입니다.

주문 또는 마법어인 "아브라나트아날바(Ablanathanalba)"는 그리스어로는 앞에서 뒤로 읽을 때와 뒤에서 앞으로 읽을 때에 서로 철자와 발음이 동일한 단어인데 이 단어는 마법 파피루스들 뿐만 아니라 아브라삭스 보석들에서도 나타난다. 이 단어는 "당신은 나의 아버지이십니다(אב לז את AB LZ AT)"라는 의미의 히브리어(아람어)에서 유래한 것이라고 대체로 인정되고 있는데 또한 아브라삭스와 관련하여 나타나고 있다. 다음과 같은 글이 칼스루헤 박물관에서 소장하고 있는 한 금속판에 새겨져 있다:
| АВРАΣАΞ |  | 아브라삭스 |
| ΑΒΛΑΝΑΘ |  | 아브라나트 |
| ΑΝΑΛΒΑ  |  | 아날바     |

### 기원
기독교 교부들의 권위를 그대로 받아들여, 오래전부터 아브라삭스 보석이라고 통칭하여 불리게 된 이 기이한 고대의 유물들의 이름이 바실리데스파에서 기원하였으며 바실리데스파에서 사용한 이름이 아브라삭스였다는 것이 분명해졌다고 해서, 이러한 점이 곧 이 유물들의 기원을 확정하는 충분한 증거가 되는 것은 아니다. 이 유물들의 기원을 보여주는 충분한 증거는 아직 발견되지 않았다.
초기 수집가들과 비평가들은 이 일군의 유물들이 모두 나스틱파의 것이라고 가정했었다. 반면, 지난 3세기 동안 전혀 나스틱파적이지 아닌 것들, 특히 바실리데스파적이지 아닌 보석들, 또는 아브라삭스와는 연관성이 없는 보석들을 걸러내는 작업이 계속 이루어져 왔다. 이와 같이 보석들을 분류하는 작업은 많은 석학들의 독창성과 뛰어남을 필요로 하는 일이기 때문에 이 보석들을 제대로 확정적으로 분류하는 것은 어려운 일이다. 그렇기는 하나, 현재 시점에서 그래도 분류를 해본다면, 도상(圖像)이 새겨져 있는 모든 보석들을 대체로 다음의 세가지 부류로 나눌 수 있다:
- 아브라삭스(Abrasax): 바실리데스파에서 기원한 보석들
- 아브라삭스테스(Abrasaxtes): 나스틱파가 자신들의 예배에 차용한, 고대의 예배 의식에서 기원한 보석들
- 아브락소이데스(Abraxoïdes): 바실리데스의 교의와는 전혀 관계가 없는 보석들

현존하는 보석들이 모두 나스틱파의 작품이 아니라고 주장하는 것은 성급한 견해이다. 그러나 그 보석들의 전부 또는 일부가 나스틱파에서 기원한다고 말할 수 있는 확실한 이유 또한 존재하지 않는다. 아브라삭스라는 이름이 수탉, 사자, 또는 당나귀의 머리와 뱀의 꼬리를 가진 앵귀피드 도상과 함께 나타난다는 것은 이레나이우스가 바실리데스파에 대해 말한 다음과 같은 진술을 받아들임으로써 형성된 견해이다:
또한 이 사람들은 마법을 행하고 상 · 주문 · 기도를 비롯한 기타 모든 종류의 기이한 기예를 사용한다. 또한 특정한 이름들을 만들어냈는데 그것들은 마치 천사들의 이름과 비슷하였다. 이들은 이 이름들 중의 어떤 것은 첫 번째 하늘에 속하고 다른 어떤 것들은 두 번째 하늘에 속한다고 주장한다. 그리고 이들은 자신들이 상상으로 만든 365개의 하늘들의 이름들 · 원리들 · 천사들 또는 파워들을 세우고자 애를 썼다.— 이레나이우스. 《이단적 교의들에 대한 반박》, I. xxiv. 5; 
cf. 에피파니우스. 《파나리온》, 69 D; 필라스트리우스. 《Suer.》, 32

신비적인 이름들을 이용한 주문들은 기원후 4세기 말과 5세기 초에 스페인과 골 남부에서 형성된 혼성형 나스티시즘의 특징이었다. 이 나스티시즘을 히에로니무스는 바실리데스와 연결시켰는데 히에로니무스의 《서간(Epist.)》(lxxv)에 따르면 이들은 아브라삭스라는 이름을 사용하였다.
그러므로 일부 나스틱파에서 호신부를 사용했다는 것은 사실이었던 것으로 보인다. 그럼에도 불구하고 이러한 취지의 현대의 저술가들의 주장은 아직 권위 있는 근거가 전혀 없는 상태이다. 아이작 드 뷰소브레(Isaac de Beausobre: 1659~1738)는 반지들과 보석들 그리고 이들 위에 새겨졌을 도상들의 바른 사용법에 대해 알렉산드리아의 클레멘스(150?~215?)가 알렉산드리아의 기독교인들을 가르치고 있는 두 구절들에서 나타난 그의 침묵이 의미심장하다는 것에 주목하였다 (《Paed.》, 241 ff.; 287 ff.). 그러나 이 보석들에 새겨진 도상들이 나스틱파의 신화에 등장하는 어떤 존재라는 것을 밝히려는 시도는 모두 실패하였다. 그리고 이 도상들과 동반하는 전설들에서 아브라삭스라는 이름만이 다른 종교나 신화에는 속하지 않는 것으로 알려진 유일한 나스틱파 단어이다. 그러므로 현재까지의 증거들은 이 도상들을 조각한 사람들과 바실리데스파의 교인들 모두가 지금은 알려지지 않은 어떤 공통 원천으로부터 아브라삭스라는 신비적인 이름을 전수받았다는 것을 시사(示唆)한다.
마법 파피루스들에는 유사한 도상과 공식이 새겨진, 마법에 필요한 보석들을 제작하고 사용하는 방법들이 들어 있으며 또한 아브라삭스 보석에 나타나는 미해독된 이름들 중 많은 것들이 나타나 있다. 이러한 점을 정당히 고려할 때, 아브라삭스 보석들의 중의 다수가 비기독교 종교의 호신부들이었으며 마법 도구들이었다는 것은 의심의 여지가 없는 것으로 보인다.

## 아브라삭스의 어원

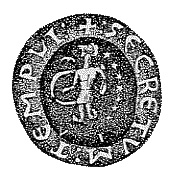
아브라삭스를 나타내는 중세의 표장

가이우스 줄리우스 하이기누스(BC 64?~AD 17)는 《파불래》(183)에서 "아브락스 아슬로 테르베에오(Abrax Aslo Therbeeo)"는 호메로스가 언급한 태양의 말들의 이름이라고 말하고 있다. 해당 구절은 형편없을 정도로 틀린 곳이 많다. 그러나 이 이름에서 첫 세 음절을 따면 아브라삭스(Abraxas)가 되는 것은 우연이 아닐 수도 있다.
그리스 저술가들인 히폴리토스(170?~236?) · 에피파니우스(310/320?~403) · 디드무스(313~398) · 테오도레트(393?~457)와 라틴 저술가인 아우구스티누스(354~430)와 프라에데스티나투스의 문헌들에 나타난 문자들과 대다수의 보석들에 새겨진 문자들에 따르면, 바른 이름은 명백히 아브라삭스(Abrasax)이다. 이레나이우스(2세기)의 번역자와 다른 라틴 작가들의 문헌들에서 아브락사스(Abraxas)가 나오는 것은 음운 도치에 의한 것일 것이다. 아브락사스라는 이름은 마법 파피루스들에서 나타나며 보석들에 새겨진 형태로는 아주 가끔 나타난다.
아브라삭스라는 이름이 콥트어 · 히브리어 · 그리스어 혹은 다른 언어의 특정 단어들에서 기원한다는 것을 밝히려는 다음과 같은 시도들이 있었지만 이 모두가 확실한 성공을 거두지는 못하였다:

### 이집트어 기원설
- 클라디우스 살마시우스(Claudius Salmasius: 1588~1653)는 아브라삭스가 이집트어라고 하였다. 그러나 그는 자신이 약속했던 증거를 내놓지 못하였다.
- 프리드리히 뮌터(Friedrich Münter: 1761~1830)는 아브라삭스를 두 개의 콥트어 단어로 분리하여 그 의미가 "새로 유행하는 호칭"이라고 하였다.
- 요한 요아킴 벨러만(Johann Joachim Bellermann: 1754~1842)은 아브라삭스는 두 이집트어 단어 아브락(abrak)과 삭스(sax)가 결합된 말이라고 하였는데 그 의미는 "영광스럽고 거룩한 말씀" 또는 "말씀은 사랑스럽다"라고 하였다.
- 새뮤얼 샤페(Samuel Sharpe: 1799~1881)는 아브라삭스가 신을 부르는 이집트어 주문이며 그 의미는 "저를 다치지 않게 하소서"라고 하였다.

### 히브리어 기원설
- 아브라함 가이거(Abraham Geiger: 1810~1874)는 아브라삭스가 축복을 뜻하는 히브리어 하-베라카(ha-berakhah)의 그리스어화 된 형태라고 보았다. 이에 대해 찰스 윌리엄 킹은 문헌학적으로 지지할 수 없는 견해라고 하였다.
- J. B. 파세리우스(J. B. Passerius)는 아브라삭스는, 아버지를 뜻하는 히브리어 아브(abh)와 창조하다를 뜻하는 바라(bara)와 부정을 뜻하는 아(a)가 합쳐진, "비창조된 아버지(uncreated Father)"를 뜻하는 히브리어 단어들에서 유래하였다고 하였다.
- 기우세페 바르질라이(Giuseppe Barzilai)는 아브라삭스에 대해 설명함에 있어 그 기원을 랍비 네후냐 벤 하-카나(Nehunya ben ha-Kanah)의 기도문의 첫 번째 구절에 두었다. 이 구절을 문자 그대로 해석하면,"오 [신이시여], 당신의 강대한 오른손으로 불행한 사람들을 구원하소서"인데, 이 구절의 각 단어의 첫문자와 끝문자를 따서 아브라카드(Abrakd: 아브라크드라고 발음하지 않는다)라는 단어가 만들어지며 그 의미는 "날개 달린 존재들의 무리", 즉, 천사들의 무리를 의미한다고 하였다. 그러나 이 아주 독창적인 견해는 최대한 받아들인다 하여도 아브라카다브라(Abracadabra)라는 신비적인 단어에 대한 설명이라고 볼 수 있다. 그리고 지금까지의 연구 결과로는 아브라카다브라와 아브라삭스가 서로 관련이 있다고는 결코 단정할 수 없는 상태이다.

### 그리스어 기원설
- 웬델리(Wendelin)은 4개의 히브리어 단어와 3개의 그리스어 단어로 이루어져 있지만 모두 그리스어로 표기된 구절인데 각 단어들의 첫 문자의 숫자값들을 합하면 365가 되는 다음 한 구절을 발견하였다: "ab, ben, rouach, hakadōs; sōtēria apo xylou (아브, 벤, 루아크, 하카도스; 소테리아 아포 크실로우)". 번역하면, "아버지, 아들, 스피릿, 성스러운; 십자가로부터의 구원"이다.
- 아이작 드 뷰소브레(Isaac de Beausobre: 1659~1738)의 저작에 있는 한 주석에 따르면, 쟝 하르도우인(Jean Hardouin: 1646~1729)은 웬델리의 일곱 단어들 중 처음 3 단어는 그대로 받아들였으나 나머지 4 단어는 그리스어 구절 "anthrōpoussōzōn hagiōi xylōi (안트로포우소존 하기오이 크실로이)"에서 온 것이라고 하였으며, 그 뜻은 "성스러운 십자가로 인류를 구원함"이라고 하였다.
- 아이작 드 뷰소브레(Isaac de Beausobre: 1659~1738)는 아브라삭스가 그리스어 하브로스(habros)와 사오(saō)에서 유래하였다고 하였는데 이 단어들은 "아름답고 영광스러운 구세주"를 의미한다고 하였다.

아마도 아브라삭스라는 단어는 아돌프 폰 하르나크(1851~1930)가 논의했던 신비한 어구들에 포함될 수 있을 것이다: "이 어구들은 어떤 알려진 말에도 속하지 않는다. 이 어구들만의 독특한 자음과 모음 결합 형태는 이들이 어떤 신비한 언어에 속한 것이거나 혹은 어떤 신적인 영감으로부터 기원한 것임을 증명한다."
그러나, 위의 여러 견해들과는 달리, 아브라삭스라는 단어가 외래 신화에서 기원했으며, 아브라삭스의 그리스어 숫자값이 365인 것은 아브라삭스의 기원을 증명하는 것이 아니며 알렉산드리아에서 아브라삭스가 더 두드러지게 종교적으로 사용되게 만들었을 뿐이라고 가정하는 것이 더 타당하다고 판단된다. 그리고 이렇게 판단할만한 더 나은 근거가 있다.
ΜΕΙΘΡΑΣ(메이트라스 · Mithras · 미트라)와 ΝΕΙΛΟΣ(네일로스 · Nile · 나일강)의 숫자값이 아브라삭스와 동일하게 365인 것은 주목할만한 가치가 있다. 《이집트인들의 신비 가르침에 대하여(Theurgia, or De Mysteriis Aegyptiorum)》라는 책의 저자인 이암블리코스(245?~325?)는 포르피리오스(234-305?)(vii. 4)에 대한 답신에서 이암블리코스 자신은 신성한 것들에는 자국어(즉, 그리스어)로 된 이름들 보다는 야만어(즉, 이집트어 또는 아시리아어 등)로 된 이름들을 더 선호하여 사용한다는 것을 인정하였다. 그러면서 이암블리코스는 이집트인과 아시리아인 같은 특정 민족들의 언어들에는 특출한 신성함이 있다고 주장하였다. 오리겐(?185~254)은 《셀수스에 반대하여(Contra Celsum)》(i. 24)에서 이집트의 현자들과 페르시아의 마기들과 인도의 브라만들이 사용했던 전능한 이름들에 대해 언급하고 있는데, 이 전능한 이름들의 각각은 해당 언어들에서 특정 신을 가리키는 호칭이었다.

## 현대 문화에서의 사용 예들

### 칼 융 (죽은 자들에게 주어진 7 강의들)
아브라삭스는 칼 융의 저서인 《죽은 자들에게 주어진 7 강의들(Seven Sermons to the Dead)》에서 중요한 인물이다. 심리학자였던 칼 융은 인간의 의식이 그 대립물들과의 상호작용을 통해 양자가 통합된 보다 성숙된 개체로 나아가는 심리적인 발전 과정을 나스틱파의 아브라삭스에서 보았으며 이러한 관점이 《일곱 강의들》에 나타나 있다.
《일곱 강의들》에서 아브라삭스는 개체성의 형성을 추동하는 힘, 즉 통합 · 성숙 · 일체화를 추동하는 힘을 나타내는 중요한 인물로 나오는데, 또한 아브라삭스는 개체성의 분화를 추동하는 힘, 즉 의식과 그 대립물들의 출현을 추동하는 힘을 나타내는 인물들인 태양신 헬리오스와 사탄과 함께 언급되고 있다.
여러분들이 전혀 알고 있지 못한 신이 하나 있다. 그 이유는 인간들이 그에 대해서 잊어버렸기 때문이다. 우리는 그를 아브라삭스라고 부르며 이것이 그의 이름이다. 아브라삭스는 신(헬리오스) 또는 사탄보다 더 불분명한 신이다....

아브라삭스는 활동이다. 비실재를 제외하고는 그 어느 것도 아브라삭스에게 대항할 수 없다.... 아브라삭스는 태양[신] 위에 있으며 사탄 위에 있다.... 만약 플레로마가 존재를 가질 수 있다면 아브라삭스가 플레로마의 그 현현체일 것이다. – 두 번째 강의

태양신의 말씀은 생명이다. 사탄의 말씀은 죽음이다. 아브라삭스는 거룩한 말씀과 저주의 말씀을 모두 말하는데 이는 생명과 죽음이 동시에 함께 있는 것이다. 아브라삭스는 같은 말, 같은 행위 속에서 진실과 거짓, 선과 악, 빛과 어둠을 함께 낳는다. 그렇기 때문에 아브라삭스는 경외로운 존재이다. – 세 번째 강의

### 토마스 모어 (유토피아)
토마스 모어의 소설 《유토피아(Utopia)》에서 책 이름과 동일한 이름을 가진 섬의 이름이 한 때는 "아브라삭스(Abraxas)"였다.

### 헤르만 헤세 (데미안)
칼 융의 친구였던 헤르만 헤세의 소설 《데미안》에는 아브라삭스가 몇 번 언급되는데 그 중의 3가지를 들면 다음과 같다:
새는 알에서 나와 자신의 길을 가기 위해 싸운다. 알은 세상이다. 태어나려는 자는 세상을 깨뜨려야만 한다. 새는 신에게로 날아오른다. 이 신의 이름은 아브라삭스이다. – 막스 데미안

아브라삭스는 훨씬 더 깊은 의미를 지닌 것처럼 보인다. 우리는 이 이름을 최고신의 이름이라 생각할 수 있다. 최고신을 나타내는 상징적인 일은 신적인 요소들과 악마적인 요소들을 통합하는 것이다. – 닥터 폴렌스

아브라삭스는 너의 어떤 생각이나 꿈에도 화를 내거나 이의를 제기하지 않을 것이다. 이 점을 결코 잊지 말라. 그러나 일단 네가 죄가 없으며 정상적인 상태가 되기만 하면 그는 너를 떠날 것이다. – 피스토리우스

## 같이 보기
- 영지주의
- 외경
- 정경
- 복음
- 존재론
- 발렌티누스주의
- 발렌티누스
- 조로아스터교
- 유다복음

## 참고 자료
- 본 문서에는 현재 퍼블릭 도메인에 속한 A Dictionary of Christian Biography, Literature, Sects and Doctrines, Being a Continuation of "The Dictionary of the Bible" 의 내용을 기초로 작성된 내용이 포함되어 있습니다.
- 본 문서에는 현재 퍼블릭 도메인에 속한 1913년 가톨릭 백과사전의 "Abrasax" 항목을 기초로 작성된 내용이 포함되어 있습니다.
- 본 문서에는 현재 퍼블릭 도메인에 속한 Schaff-Herzog Encyclopedia of Religious Knowledge 1914의 "ABRASAX" 항목을 기초로 작성된 내용이 포함되어 있습니다.
- 본 문서에는 현재 퍼블릭 도메인에 속한 《Jewish Encyclopedia 1901–1906》의 Ludwig Blau씨가 쓴 "ABRAXAS" 항목을 기초로 작성된 내용이 포함되어 있습니다.

- Salmasius, C. (1648). 《De armis climactericis》. Leyden. 572쪽.
- Wendelin, in a letter in 《J. Macarii Abraxas . . . accedit Abraxas Proteus, seu multiformis gemmæ Basilidainæ portentosa varietas, exhibita . . . a J. Chifletio》. Antwerp. 1657. 112–115쪽.
- Beausobre, I. de (1739). 《Histoire critique de Manichee et du Manicheisme, vol. ii》 ii. Amsterdam. 50–69쪽.
- Passerius, J. B. (1750). 《De gemmis Basilidianis diatriba, in Gori, Thesaurus gemmarum antiquarum astriferarum, ii.》. Florence. 221–286쪽.
- Tubieres de Grimvard; Count de Caylus (1764). 《Recueil d’antiquites, vi》. Paris. 65–66쪽.
- Munter, F. (1790). 《Versuch uber die kirchlichen Alterthumer der Gnostiker》. Anspach. 203–214쪽.
- Bellermann, J. J. (1819). 《Versuch uber die Gemmen der Alten mit dem Abraxas-Bilde, 3 parts》. Berlin.
- Matter, J. (1828). 《Histoire critique du Gnosticisme, vol. i》 i. Paris.
- Idem, 〈Abraxas〉 in Herzog, 《RE》, 2d ed., 1877.
- Sharpe, S. (1863). 《Egyptian Mythology and Egyptian Christianity》. London. 252, note쪽.
- Geiger (1864). 《Abraxas und Elxai, vol. xviii》. 《ZDMG》. xviii. 824–825쪽.
- Barzilai, G. (1873). 《Gli Abraxas, studio archeologico》. Triest.
- Idem, 《Appendice alla dissertazione sugli Abraxas》, ib. 1874.
- Renan, E. (1879). 《Histoire des origines du Christianisme, vol. vi》 vi. Paris. 160쪽.
- King, C. W. (1887). 《The Gnostics and their Remains》. London.
- Harnack, 《Geschichte》, i. 161. The older material is listed by Matter, 《ut sup.》, and Wessely, 《Ephesia grammata》, vol. ii., Vienna, 1886.
- Monfaucon, B. de (1724). 《L’Antiquite expliquee, vol. ii》 ii. Paris. 356쪽. Eng. transl., 10 vols., London, 1721-25.
- Raspe, R. E. (1791). 《Descriptive catalogue of . . . engraved Gems . . . cast . . . by J. Tassie, 2 vols》. 2 vols. London.
- Chabouillet, J. M. A. (1858). 《Catalogue general et raisonne des camees et pierres gravees de la Bibliotheque Imperiale》. Paris.
- Budge, E. A. Wallis (1930). 《Amulets and Superstitions》. 209–210쪽.